# Over My Head (Better Off Dead)
«Over My Head (Better Off Dead)» — останній сингл канадської панк-рок-групи Sum 41 з другого альбому «Does This Look Infected?». Кліп на пісню транслювався тільки в Канаді, Японії та Великій Британії та був доступним на офіційному сайті групи. По словах бас-гітариста групи Джейсона МакКесліна це його улюблена пісня в альбомі.
Акустична версія доступна на «Chuck Acoustic EP».

## Список пісень
1. Over My Head (Better Off Dead)
2. Mr. Amsterdam (live)
3. Still Waiting (live)
4. The Hell Song (live)

## Виконавці
- Деррік «Bizzy D» Уіблі — гітара, вокал
- Дейв «Brownsound» Бекш (Dave Baksh) — гітара, бек-вокал
- Джейсон «Cone» МакКеслін — бас-гітара, бек-вокал
- Стів «Stevo32» Джокс — ударні, бек-вокал

## Чарти
| Чарт (2003)                      | Пікова позиція |
| -------------------------------- | -------------- |
| Australian ARIA Singles Chart    | 62             |
| Billboard Hot Modern Rock Tracks | 33             |
| Canadian Singles Chart           | 12             |